# Castlevania
 (janvier 2011).
Si vous disposez d'ouvrages ou d'articles de référence ou si vous connaissez des sites web de qualité traitant du thème abordé ici, merci de compléter l'article en donnant les références utiles à sa vérifiabilité et en les liant à la section « Notes et références ».
Pour les articles homonymes, voir Castlevania (homonymie).
Castlevania, connu au Japon sous le nom Akumajō Dracula (悪魔城ドラキュラ), est une série de jeux vidéo éditée par Konami, débutée en 1986 et qui a dépassé les vingt épisodes. Elle est considérée comme l'une des plus importantes de l'histoire du jeu vidéo.
Les jeux reprennent le thème de la confrontation du Bien contre le Mal en s'inspirant très librement du mythe du vampire Dracula mais aussi de moult autres œuvres du romantisme noir. Les jeux narrent l'histoire des membres de la famille Belmont, armés du "Tueur de vampires" - un fouet purificateur transmis de génération en génération - et de tout un attirail de chasseurs de vampires (tels qu'un crucifix-boomerang, une bible, des haches en argent, dagues de jet, et flacons d'eau bénite), et de leurs affrontements contre le seigneur des ténèbres Dracula, ici non pas un simple vampire comme dans le roman d'origine mais bien une incarnation du mal à la façon du Diable de la mythologie chrétienne, ressuscitant systématiquement cent ans après chacune de ses défaites, puisant sa force dans la part de vice contenue dans le cœur de chaque être humain.

## Principe de jeu
Le principe des Castlevania originaux est celui des jeux de plate-forme / action  à la façon des jeux d'arcades: Le héros du jeu traverse le château de Dracula, rempli de monstres divers comme des zombies, des chauve-souris, des squelettes que le personnage peut éviter ou tuer. Le personnage doit également éviter de tomber dans les nombreux pièges parsemés à travers le château: précipices, fosses de pals et autres engins de torture. Ce château et ses alentours sont décomposés en plusieurs segments appelés niveaux, le joueur disposant d'un nombre limité d'essais pour franchir chacun d'entre eux. À la fin de chaque niveau, le héros affronte un boss qui une fois vaincu libère le passage vers le niveau suivant; si le joueur perd toutes ses vies avant d'avoir terminé le niveau, il doit le recommencer du début. L'univers de Castlevania s'inspirant de tout un tas d'influences gothiques, les boss de fin de niveau sont la plupart du temps des personnages directement tirés de célèbres œuvres du romantisme noir tels que la créature de Frankenstein, Carmilla, Mister Hyde, le Cavalier sans-tête, la Momie, ou bien de la mythologie, par exemple la Mort, Béhémoth, Belzébuth, etc; le boss du dernier niveau êtant généralement le Comte Dracula lui-même.
Les Castlevania originaux ont la réputation d'être des jeux difficiles car, de par la rigidité du gameplay et le nombre de vies limité, ils requièrent un apprentissage rigoureux des nombreux pièges et ennemis de chaque niveau. Afin de pallier ce problème et de se détourner d'un style de jeu alors considéré comme vétuste, la saga prit un tournant en 1997 avec l'épisode Castlevania: Symphony of the Night qui s'inspirait du principe des jeux Metroid, et marqua l'avènement des opus dits « Metroidvania ». Désormais, le château est constitué d'un seul grand niveau labyrinthique, dans lequel le héros - bien plus agile - ne peut pas aller tout de suite partout mais peut sauvegarder régulièrement et se nantir de nombreux équipements afin de faciliter sa progression. Il lui faut trouver certaines capacités à certains endroits-clés afin d'accéder à d'autres capacités qui, elles-mêmes, permettent d'avancer encore plus dans le jeu, etc. Ce style de jeu qui permet à chaque joueur d'aller à son rythme et de devenir plus puissant en augmentant de niveau et en s'équipant, à la façon d'un RPG, sera repris dans la majorité des opus suivants.

## Inspirations de la saga
Dracula, le roman de Bram Stoker, est la source principale de l'univers de Castlevania. Le principe de la lutte d'un groupe d'humains (les Belmont remplaçant les Harker) contre Dracula le vampire, régnant dans son château, est directement issu de l'affrontement entre le scientifique/chasseur de vampires Abraham Van Helsing et Dracula.
L'iconographie religieuse, comme la croix, ou la notion du vampire se transformant en chauve-souris, en sont également tirées. L'utilisation de diverses armes bénites fait également référence à un aspect du personnage de Van Helsing, scientifique ouvert à l'irrationnel : les armes de la famille Belmont, telles que le fouet, l'eau bénite ou les croix, représentent l'alliance entre la technologie et le surnaturel.
L'histoire de Bram Stoker est d'ailleurs complètement intégrée dans le scénario général de la série, et le jeu Castlevania: The New Generation met en scène John Morris, le fils de Quincy Morris, qui a combattu Dracula aux côtés de Van Helsing dans le roman de Stoker (il est d'ailleurs dit dans le manuel du jeu que Quincy Morris était un descendant du clan Belmont). La famille Morris est aussi citée dans Portrait of Ruin.
L'apparence de Dracula dans les jeux est également inspirée des diverses adaptations cinématographiques du roman de Bram Stoker. Les développeurs des jeux ont été fortement influencés par les prestations de Bela Lugosi et de Christopher Lee, donnant au Dracula vidéoludique l'allure d'un aristocrate, en costume et cape.
Le comte Orlock fait d'ailleurs une apparition dans Castlevania: Symphony of the Night, en tant que boss secondaire, sous le nom « Olrox ».

## Différences de localisation et de traduction
Au Japon, le titre original de la saga est Akumajō Dracula (悪魔城ドラキュラ), ce qui signifie littéralement « Château démoniaque Dracula ». Lors de l'arrivée du premier jeu aux États-Unis, les traducteurs ont dû choisir un nouveau titre, plus occidental : en s'inspirant de l'environnement principal du jeu, le château (« castle »), et de la région d'origine du vampire Dracula, la Transylvanie (« Transylvania »), ils ont inventé le titre « Castlevania », contraction de « Castle of Transylvania ».
Alors que la franchise portait le titre Akumajō Dracula depuis près de 15 ans au Japon, le producteur, Koji Igarashi, décide d'adopter le nom Castlevania en tant que nouveau titre, à l'occasion de la sortie du jeu Castlevania: Harmony of Dissonance en 2002. Néanmoins, après les véhémentes protestations de fans japonais, la saga retrouve son titre original en 2005, à l'occasion de la sortie de Castlevania: Dawn of Sorrow.
Certains noms ont également été (plus ou moins légèrement) modifiés, ou mal traduits, lors du passage en Occident :
- Les noms de famille ont parfois été mal retranscrits du japonais. Belmont et Belnades sont de mauvaises retranscriptions de « Berumondo » (ベルモンド) et « Verunandesu » (ヴェルナンデス), qui auraient dû être retranscrites « Belmondo » et « Fernandez » car elles faisaient référence aux 2 acteurs de cinéma français ainsi nommés, Jean-Paul Belmondo et Fernandel.
- Dans le jeu Castlevania III: Dracula's Curse, le prénom original du héros est Ralph C. Belmont (ラルフ·C·ベルモンド, Rarufu C Berumondo), tandis que pour une raison inconnue, il est devenu Trevor Belmont dans la version occidentale.
- Dans le même jeu, le personnage nommé normalement Sypha Fernandez (サイファ・ヴェルナンデス, Saifa Verunandesu) est traduit Sypha Belnades. Si cette différence n'est pas significative au départ, elle le devient lorsqu'une descendante de ce personnage apparait dans le jeu Castlevania 64 : Carrie Fernandez (キャリー·ヴェルナンデス, Kyari Verunandesu). Or cette fois ci, le nom original est correctement traduit dans la version occidentale, mais les joueurs n'ont pas pu relier le personnage de Carrie à son ancêtre Sypha, à cause de ces 2 différentes traductions d'un même nom. Une autre descendante de Sypha apparait dans Castlevania: Aria of Sorrow, cette fois-ci sous le nom Yoko Belnades en occident (ヨーコ・ヴェルナンデス, Yoko Verunandesu), ce qui accentue l'incohérence.
- Dans Castlevania II: Belmont's Revenge, le fils du héros est appelé Soleiyu Belmont, alors que son nom (ソレイュ, Soreiyu) est simplement la transcription du mot français « Soleil ».

Certaines modifications ont également été apportées au scénario des jeux :
- Super Castlevania IV est décrit dans sa version américaine comme une suite de Castlevania II: Simon's Quest, alors qu'il s'agit en fait d'un remake du jeu original, Castlevania.

## Liste de jeux composant la série
| Année | Titre | Traduction littérale en français | Titre original                                                                                       | Support                                                      |
| ----- | --- | --- | --- | ------------------------------------------------------------ |
| 1986  | Castlevania | Castlevania | 悪魔城ドラキュラ (Akumajō Dracula)                                                                   | NES, Amiga, PC, X68000, C64/128                              |
| 1986  | Vampire Killer | Tueur de vampires | 悪魔城ドラキュラ (Akumajō Dracula)                                                                   | MSX                                                          |
| 1987  | Haunted Castle | Château hanté | 悪魔城ドラキュラ (Akumajō Dracula)                                                                   | Arcade JAMMA                                                 |
| 1987  | Castlevania II: Simon's Quest                                                                                        | Castlevania II : La Quête de Simon | ドラキュラII 呪いの封印 (Dracula II: Noroi no Fûin)                                                  | NES                                                          |
| 1989  | Castlevania: The Adventure                                                                                           | La Légende de Dracula (Japon) Castlevania : L'Aventure (Occident)                                                                            | ドラキュラ伝説 (Dracula Densetsu)                                                                    | Game Boy                                                     |
| 1989  | Castlevania III: Dracula's Curse                                                                                     | Castlevania III : La Malédiction de Dracula                                                                                                  | 悪魔城伝説 (Akumajō Densetsu)                                                                        | NES                                                          |
| 1991  | Castlevania II: Belmont's Revenge                                                                                    | La Légende de Dracula II (Japon) Castlevania II : La Vengeance de Belmont (Occident)                                                         | ドラキュラ伝説II (Dracula Densetsu II)                                                               | Game Boy                                                     |
| 1991  | Super Castlevania IV                                                                                                 | Super Castlevania IV | 悪魔城ドラキュラ (Akumajō Dracula)                                                                   | Super Nintendo                                               |
| 1993  | | | 悪魔城ドラキュラ (Akumajō Dracula)                                                                   | X68000                                                       |
| 1993  | Castlevania: Rondo of Blood                                                                                          | Castlevania : La Ronde de sang | 悪魔城ドラキュラX 血の輪廻 (Akumajō Dracula X: Chi no rondo)                                         | PC Engine Super CD-rom²                                      |
| 1994  | Castlevania: Bloodlines (titre nord-américain) Castlevania: The New Generation (titre européen)                      | Tueur de vampires (titre japonais) Castlevania : Lignée de sang (titre nord-américain) Castlevania : La Nouvelle Génération (titre européen) | バンパイアキラー (Vampire Killer)                                                                    | Mega Drive                                                   |
| 1995  | Castlevania: Vampire's Kiss                                                                                          | Le Château hanté de Dracula : Dracula XX (Japon) Castlevania : Le Baiser du vampire (Occident)                                               | 悪魔城ドラキュラ (Akumajō Dracula XX)                                                                | Super Nintendo                                               |
| 1997  | Castlevania: Symphony of the Night                                                                                   | Castlevania : La Symphonie de la nuit | 悪魔城ドラキュラX 月下の夜想曲 (Akumajō Dracula X: Gekka no Yasōkyoku)                               | PlayStation, Saturn / Xbox Live Arcade / PlayStation Network |
| 1998  | Castlevania Legends                                                                                                  | Le Château hanté de Dracula : Le Prélude de la nuit noire (Japon) Légendes de Castlevania (Occident)                                         | 悪魔城ドラキュラ 漆黒たる前奏曲 (Akumajō Dracula : Shikkokutaru Zensōkyoku[Dark Night Prelude])      | Game Boy                                                     |
| 1999  | Castlevania | Le Château hanté de Dracula : Apocalypse (Japon) Castlevania 64 (titre occidental informel)                                                  | 悪魔城ドラキュラ黙示録 (Akumajō Dracula Mokushiroku)                                                 | Nintendo 64                                                  |
| 1999  | Castlevania: Resurrection (annulé)                                                                                   | | | Dreamcast                                                    |
| 1999  | Castlevania: Legacy of Darkness                                                                                      | Le Château hanté de Dracula : Contes de l'Apocalypse - La Légende de Cornell (Japon) Castlevania : L'Héritage des ténèbres (Occident)        | 悪魔城ドラキュラ黙示録外伝 LEGEND OF CORNELL (Akumajō Dracula Mokushiroku Gaiden: Legend of Cornell) | Nintendo 64                                                  |
| 2001  | Castlevania: Circle of the Moon Castlevania : Circle of the Moon (titre nord-américain) Castlevania (titre europeen) | Castlevania : Le Cercle de la Lune | 悪魔城ドラキュラ Circle of the Moon (Akumajō Dracula: Circle of the Moon)                            | GBA                                                          |
| 2001  | Castlevania Chronicles                                                                                               | Chroniques du château hanté : Le Château hanté Dracula (Japon) Chroniques de Castlevania (Occident)                                          | 悪魔城年代記 悪魔城ドラキュラ (Akumajō Nendaiki: Akumajō Dracula)                                    | PlayStation                                                  |
| 2002  | Castlevania: Harmony of Dissonance                                                                                   | Castlevania : Harmonie de la dissonance | キャッスルヴァニア 白夜の協奏曲 (Castlevania: Byakuya no Kyōsōkyoku [Concerto])                      | GBA                                                          |
| 2003  | Castlevania: Aria of Sorrow                                                                                          | Castlevania : Aria du chagrin | キャッスルヴァニア 暁月の円舞曲 (Castlevania: Akatsuki no Enbukyoku [Minuet])                        | GBA                                                          |
| 2003  | Castlevania (titre japonais et européen) Castlevania : Lament of Innocence (titre nord-américain)                    | Castlevania : La Lamentation de l'innocence                                                                                                  | キャッスルヴァニア (Castlevania)                                                                     | PlayStation 2                                                |
| 2005  | Castlevania: Dawn of Sorrow                                                                                          | Le Château hanté de Dracula : La Croix de la Lune bleue (Japon) Castlevania : L'Aube du chagrin (Occident)                                   | 悪魔城ドラキュラ 蒼月の十字架 (Akumajō Dracula: Sōgetsu no Jūjika)                                   | DS                                                           |
| 2005  | Castlevania: Curse of Darkness                                                                                       | Castlevania: La Malédiction des ténèbres | 悪魔城ドラキュラ 闇の呪印 (Akumajō Dracula: Yami no Juin)                                            | PlayStation 2 / Xbox                                         |
| 2006  | Castlevania: Portrait of Ruin                                                                                        | Le Château hanté de Dracula : Le Labyrinthe de la galerie (Japon) Castlevania : Portrait de ruine (Occident)                                 | (悪魔城ドラキュラ ギャラリー オブ ラビリンス) Akumajō Dracula: Gallery of Labirinth                  | DS                                                           |
| 2007  | Castlevania: The Dracula X Chronicles                                                                                | Chroniques de Castlevania : Dracula X | 悪魔城ドラキュラ Xクロニクル (Akumajō Dracula: X Chronicle)                                          | PSP                                                          |
| 2007  | Castlevania: Order of Shadows                                                                                        | Castlevania : L'Ordre des ténèbres | | Mobile Phone                                                 |
| 2008  | Castlevania: Order of Ecclesia                                                                                       | Le Château hanté de Dracula : Le Sceau volé (Japon) Castlevania : L'Ordre d'Ecclésia (Occident)                                              | 悪魔城ドラキュラ 奪われた刻印 (Akumajō Dracula: Ubawareta Kokuin)                                    | DS                                                           |
| 2008  | Castlevania Judgment                                                                                                 | Le Jugement de Castlevania | (悪魔城ドラキュラ ジャッジメント) (Akumajō Dracula Judgment)                                         | Wii                                                          |
| 2009  | Castlevania: The Adventure ReBirth                                                                                   | Castlevania : La Renaissance de l'aventure                                                                                                   | ドラキュラ伝説 ReBirth (Dracula Densetsu ReBirth)                                                    | Wii                                                          |
| 2009  | Castlevania: The Arcade                                                                                              | Castlevania : L'Arcade | 悪魔城ドラキュラ THE ARCADE (Akumajō Dracula The Arcade)                                             | Arcade                                                       |
| 2010  | Castlevania: Lords of Shadow                                                                                         | Castlevania : Les Seigneurs de l’ombre | キャッスルヴァニア ロード オブ シャドウ (Castlevania Lords of Shadows)                               | PS3 / Xbox 360 / PC (via steam)                              |
| 2010  | Castlevania: Harmony of Despair                                                                                      | Castlevania : L'Harmonie du désespoir | 悪魔城ドラキュラ ハーモニー オブ ディスペアー (Akumajō Dracula Harmony of Despair)                   | PS3 (via PSN) /X360 (via XBLA)                               |
| 2013  | Castlevania: Lords of Shadow - Mirror of Fate                                                                        | Castlevania : Les Seigneurs de l’ombre - Le Miroir du destin                                                                                 | キャッスルヴァニア ロード オブ シャドウ 宿命の魔鏡 (Castlevania Lords of Shadows Shukumei no Makyō)  | 3DS                                                          |
| 2014  | Castlevania: Lords of Shadow 2                                                                                       | Castlevania : Les Seigneurs de l’ombre 2 Le Château hanté de Dracula : Les Seigneurs de l’ombre 2 (Japon)                                    | 悪魔城ドラキュラ ロード オブ シャドウ2 (Akumajō Dracula Lords of Shadows 2)                          | PS3 / Xbox 360 / PC                                          |

## Chronologie de la saga
Le principe de base de la série Castlevania est essentiellement inspiré par le livre de Bram Stoker, Dracula, publié en 1897. Bien que Dracula soit censé revenir systématiquement tous les cent ans, plusieurs évènements le rappellent avant ce délai tout au long de la saga. Au fil de la série, l'histoire se détache de celle de Bram Stoker et possède sa propre intrigue.
Chronologie,
- 1094 : Castlevania: Lament of Innocence
- 1470 : Lisa, femme de Dracula, est condamnée à mort par l'Inquisition, accusée d'être une sorcière.
- 1476 : Castlevania 3 - Dracula's Curse
- 1479 : Castlevania - Curse of Darkness
- 1576 : Castlevania The Adventure
- 1591 : Castlevania 2 - Belmont's Revenge
- 1691 : Castlevania
- 1698 : Castlevania 2 - Simon's Quest
- 1748 : Castlevania - Harmony of Dissonance
- 1792 : Akumajō Dracula X - Chi no Rondo
- 1797 : Castlevania - Symphony of The Night
- pendant le XIXe siècle : Castlevania - Order of Ecclesia
- 1897 : Quincy Morris bat le comte Dracula, évènement relaté par Bram Stoker.
- 1914 : Elizabeth Bathory, vampire nièce de Dracula, est impliquée dans le commencement de la Première Guerre mondiale.
- environ 1914-1918 : Brauner, un peintre, perd ses filles lors de la Première Guerre mondiale, et devient alors un vampire, jurant de se venger des humains
- 1917 : Castlevania - The New Generation
- 1944 : Castlevania - Portrait of Ruin
- 1999 : Julius Belmont tue Dracula pour de bon et un prêtre scelle le château dans une éclipse.
- 2035 : Castlevania - Aria of Sorrow
- 2036 : Castlevania - Dawn of Sorrow

Hors de la chronologie
- 1450 : Castlevania Legends (Histoire parallèle par IGA)
- 1820 : Morris Baldwin et les parents de Nathan Graves scellent le comte Dracula
- 1830 : Castlevania - Circle of The Moon (Autre Histoire (Sidestory) par IGA)
- 1844 : Castlevania - Legacy of Darkness  (Autre Histoire (Sidestory) par IGA)
- 1852 : Castlevania 64 (Autre Histoire (Sidestory) par IGA)
- Temps dimensionnel : Castlevania Judgment
- Inconnu : Castlevania The Arcade, Castlevania - Harmony of Despair

Chronologie Reboot
- 1046 : Castlevania - Lords of Shadow - Mirrors of Fate - Gabriel Belmont
- 1047 : Castlevania - Lords of Shadow
- 1073 : Castlevania - Lords of Shadow - Mirrors of Fate - Trevor Belmont
- 1101 : Castlevania - Lords of Shadow - Mirrors of Fate - Simon Belmont et Alucard
- 1102-2057 : Castlevania - Lords of Shadow 2

## Adaptation en série télévisée
Une adaptation en série télévisée d'animation est diffusée en streaming sur Netflix. La première saison, composée de quatre épisodes, est sortie le 7 juillet 2017. Une deuxième saison de huit épisodes est sortie le 26 octobre 2018. La troisième saison, composée de dix épisodes, est sortie le 6 mars 2020. Enfin une quatrième et dernière saison, composée de dix épisodes, est sortie le 14 mai 2021.
La série est adaptée du troisième opus sorti sur NES en 1989, Castlevania III - Dracula's Curse.
Simon Belmont est aussi un des personnages principaux de la série animée Captain N.
Une suite se déroulant plusieurs siècle après nommée Castlevania  : Nocturne voit le jour en 2023, toujours sur Netflix. Il s'agit cette fois d'une libre adaptation des jeux Akumajō Dracula X: Chi no Rondo et Castlevania: Symphony of the Night.